# Moncho Monsalve
José Manuel Monsalve Fernández (Medina del Campo, Valladolid, 1 de gener de 1945), més conegut com Moncho Monsalve, és un entrenador i exjugador espanyol de bàsquet.

## Trajectòria com a jugador
Va ser captat per al món del bàsquet per Antonio Díaz-Miguel i Xabier Añua als Sanfermines de l'any 1962.
El primer any va jugar a l'Hesperia, entrenat per Pepe Laso, i en acabar fitxà pel Reial Madrid, on jugaria quatre temporades. Amb l'equip blanc guanyà tres copes d'Europa, tres lligues i dues copes del Generalíssim. També va jugar a l'Atlètic de Sant Sebastià, al Sant Josep i al Kas de Vitòria, on va finalitzar la seva etapa de jugador el 1972 degut a una lesió de genoll. Va ser 65 vegades internacional amb la selecció espanyola.

## Trajectòria com a entrenador
Va iniciar la seva carrera com a tècnic el 1971 al Mataró (1971-73), dirigint diversos equips catalans com el Sant Josep (73-74) o l'Hospitalet (77-78).
El 1979 va ser l'assistent de Serra al Barça, compaginant aquesta tasca amb la de seleccionador de Suïssa. Al llarg de la seva carrera també va dirigir altres seleccions com la del Marroc, la República Dominicana i el Brasil, i va formar part del Gabinet Tècnic de la Federació Espanyola de Bàsquet.
L'estiu de 1980 és contractat per dirigir el Vevey suís, equip que dirigirà dues temporades. Aquell estiu fitxa pel Lebole Mestre de la sèrie A italiana, sent el segon tècnic espanyol en entrenar un equip italià després que Kucharski ho fes als anys 60. Als pocs mesos es va veure obligat a dimitir per la llei proteccionista implantada al basquetbol italià respecte als entrenadors forans. El seu següent equip va ser el Caja Ronda, equip de Lliga Nacional, al que arriba en el mes de novembre per cobrir la baixa de Martín Urbano.
El 1984 fitxa com a nou entrenador del Mònaco, càrrec que ocupà fins al mes de desembre, passant poc després a exercir de director de l'escola nacional d'entrenadors de la Federació Espanyola. La temporada 1985-86 dirigeix el Clesa Ferrol, equip d'ACB, i la temporada següent al CB Tenerife, a Primera B.
Amb la Selecció del Brasil l'any 2009 va guanyar la medalla d'Or al Torneig de les Amèriques, el que li donava el bitllet per a la cita mundialista. El desembre del 2010 va ser reconeguda la seva trajectòria amb el premi Raimundo Saporta en honor a la seva trajectòria per l'Associació Espanyola d'Entrenadors (AEEB).
L'any 2024 va entrar a formar part del Hall of Fame del bàsquet espanyol.